# Суюншалина, Бибигуль Актан
Бибигуль Актан Суюншалина (каз. Бибігүл Ақтаң Сүйіншалина, род. 4 июля 1991, Казахстан) — Российская актриса, модель.

## Биография
Родилась 4 июля 1991 года в Казахстане в семье продюсера Актана Суюншалина; является личным агентом дочери Выпускал на ТВ такие проекты, как SuperStar.kz и Credit stori. Мама — Диана Суюншалина, начинала трудовую деятельность костюмером на «Казахфильме», работала вторым режиссёром.C 2015 года живёт в Северном Кипре.
В детстве занималась в художественных студиях. Полное имя актрисы Бибигуль Актан Суюншалина, но для работы в кино решила вместо фамилии Суюншалина использовать отчество Актан. Окончила Британский колледж и получила Диплом Marketing Communications, свободно говорит на английском.
В 1992 году, когда Суюншалиной было 9 месяцев, её семья перебралась в Москву. В возрасте одного года впервые снялась в рекламном ролике медицинского препарата в образе двухлетнего японского мальчика. В 7 лет как модель участвовала в московских показах Ямамото. В 2000 году, в 8 лет, снялась в музыкальном клипе «Жулдызым». В 2004 году снялась в музыкальном клипе для песни «Ничья» «Кошачьего района». Победительница двух школьных олимпиад по биологии. В 2006 году работала моделью в Сингапуре, затем в Таиланде. Спустя 5 месяцев поехала в Москву, где была приглашена на роль Файки — соседки главных героев, в продолжении телесериала «Громовы» — «Громовы. Дом надежды». В 2007 получила роль в фильме режиссёра Олега Фесенко «Красный лед. Сага о хантах». В 2009 году снялась в трёх фильмах: «Трубадур» — главная роль Зарина, «Астана — любовь моя» — главная роль Маржан, и в фильме Амира Каракулова «Виртуальная Любовь» — главная роль Эля, по фильму — начальница департамента дизайна. Снималась для журнала «Стиль». В 2009 году принимала участие в съёмках клипа казахстанского певца Айкына Толепбергена — «Пах-пах» В третьем эпизоде сериала «Земский доктор-3» сыграла узбечку-гастарбайтера. В 2011 году снялась в ролике Foodmaster Dolche President. В 2012 году снялась в рекламном ролике для Сбербанка России в Казахстане.
В 2008 году поступила в Академию им. К.Тимирязева на зоотехника. Проучилась только один семестр.
В 2009 году в соревнованиях по конному спорту для начинающих заняла 2-е место Снялась в ролике мебельного центра «Жанна». В 2014 году снялась в социальном ролике о работе фонда Добровольное общество «Милосердие» вместе с Ихтымбаевым и Ж.Байжанбаевым. Заняла 11-е место в рейтинге самых красивых казашек по версии top-antropos.com. Окончила актёрский факультет ВГИКа (мастерская Сергея Соловьева). В 2013 году снялась в клипе на песню «Мекенім Қазақстан». В 2014 году стала самой красивой казашкой России по результатам голосования, которое проходило на сайте top-antropos.com. С осени 2015 года Посол WWF России в Казахстане.
Осенью 2015 года покинула проект Сергея Снежкина «Так сложились звёзды». По данным на 2015 год училась на заочном отделении в Российском государственном аграрном университете по специальности «Спортивное коневодство». В 2016 году снялась в клипе итальянского музыканта Сона Паскаля «Amore ubriaco» вместе с Жандосом Айбасовым.

## Личная жизнь
Есть двоюродные братья.
В сентябре 2013 года вышла замуж за Ивана Бурмистрова, через год супруги развелись.
По сообщениям СМИ, на съёмках сериала «Ничего личного» у неё был роман с актёром Шер Али, который тоже завершился разрывом.
По состоянию на август 2023 года находилась в отношениях с врачом Глебом Глебовым, расстались в марте 2024 года, после 1.5 года совместной жизни, по причине измены Бибигуль.

## Фильмография
- 2007 — Громовы. Дом надежды — Файка, дочь Гели
- 2009 — Красный лед. Сага о хантах — Анна
- 2010 — Трубадур (фильм) — Зарина
- 2010 — Земский доктор — Гюльчатай
- 2010 — Астана — любовь моя — Маржан
- 2012 — Пираньи — японка Айко, для российского телеканала «РТР»[13] 8 серийный фильм[18].
- 2012 — Виртуальная любовь — Эля[9]
- 2012 — Сердце моё — Астана (теленовелла) — Дарина
- 2013 — Гейзер (сериал) — Анжела[9]
- 2013 — Параллельные миры — сестра Веры
- 2013 — Он и Она (фильм)(романтическая комедия)(Казахстан) — камео
- 2014 — Фейк: Береги себя — Муза Жаника[30]
- 2014 — Выжить после (телесериал, 1 сезон) — Айжан[9]
- 2015 — Ничего личного (cитком) — Динара Эриковна
- 2016 — Выжить после (телесериал, 2 сезон) — Айжан
- 2016 — Старшая жена — Гуля
- 2016 — Последний лепесток — Рахимова Гульбутта Шарифовна
- 2018 — Qarakoz — Асель
- 2018 — Не чужие — невеста брата
- 2019 — Алые паруса: Новая история — Алина
- 2020 — Невеста комдива — Дина Сабитова'
- 2020 — Любовь на районе (веб-сериал) — Зарина
- 2021—103 (сериал) — Мадина
- 2021 — Кензели (фильм)[31][32][33]